# Бромбахтал
Бромбахтал (њем. Brombachtal) општина је у њемачкој савезној држави Хесен. Једно је од 15 општинских средишта округа Оденвалд. Према процјени из 2010. у општини је живјело 3.703 становника. Посједује регионалну шифру (AGS) 6437005.

## Географски и демографски подаци
Бромбахтал се налази у савезној држави Хесен у округу Оденвалд. Општина се налази на надморској висини од 250-420 метара. Површина општине износи 20,4 km². У самом мјесту је, према процјени из 2010. године, живјело 3.703 становника. Просјечна густина становништва износи 181 становника/km².

## Међународна сарадња
| Мјесто | Држава    | Врста сарадње | Од    |
| ------ | --------- | ------------- | ----- |
|        | Француска | партнерство   | 1987. |
| Извор  |           |               |       |